# Мойсес Кайседо
Мойсес Исаак Кайседо Корозо (на испански: Moisés Isaac Caicedo Corozo) е еквадорски футболист, полузащитник, който играе за англиския Челси и националния отбор на Еквадор. 

## Кариера
Кайседо е юноша на еквадорсккия Индепендиенте дел Вале.
В края на януари месец 2021 г. Кайседо е закупен от английския Брайтън за неизвесна сума от пари.
През лятото на 2021 г. Кайседо е даден под наем в белгийския Беершот, които изпадат през същия сезон във второто ниво на белгийския футбол – Челинджър Про Лийг.
След това Мойсес играе година в Премиъл Лийг с екипа на Брайтън, където играе 37 мача, отбелязва гол и прави асистенция. Тогава звездата на младока изгрява и той е закъпен от Челси за около £107 милиона. Този трансфер прави Мойсес Кайседо най-големия трансфер в историята на Еквадор. Това повишава и пазарната цена на Кайседо, която се вдига до почти £100 милиона.

## Отличия

### Отборни
Индепендиенте дел Вале (юноши)
- Копа Либертадорес до 20 г. (1): 2020

Челси
- Лига на конференциите: 2025
- Световно клубно първенство: 2025